# Национальная библиотека Бразилии
Национальная библиотека Бразилии (порт. Biblioteca Nacional do Brasil) — библиотека в Рио-де-Жанейро.
Библиотека, основанная в 1810 году португальским королём Жуаном VI, расположена в сквере Синеландия (площадь Флориану Пейшоту). Рядом расположены Национальный музей изобразительных искусств и Городской театр.
Это — общественная библиотека, считается крупнейшей в Латинской Америке и седьмой в мире. В её фондах находятся более 9 млн экземпляров книг; а также огромное количество периодических изданий, икон, музыкальных записей. Здесь можно найти образцы всех изданий, выпущенных в стране, но наибольшую ценность представляет большая коллекция старинных книг, карт и манускриптов, датируемых периодом португальского колониального владычества. Кроме того, в библиотечном архиве сберегается множество исторических фотографий Африки, Европы и Северной Америки.
Библиотека основана на базе филиала Национальной библиотеки Португалии. Спасаясь от нашествия Наполеона I в 1807 году, королевский двор прихватил с собою в Рио-де-Жанейро и Королевскую библиотеку, которая впоследствии стала основой Национальной библиотеки Бразилии. Поначалу доступ в неё имели только ученые, получившие специальное разрешение от короля, но в 1814 году Национальная библиотека была открыта для публики. Когда же в 1821 году королевский двор возвращался в Лиссабон, то взял с собой лишь небольшую часть библиотеки. В Бразилии осталась ценнейшая коллекция редких книг Диогу Барбозы Машаду, автора первого португальского библиографического справочника «Лузитанская библиотека».
Главное же собрание осталось в Рио. С тех пор оно пополняется обязательными экземплярами изданий, выпущенных в Бразилии, а также добровольными пожертвованиями и собственными приобретениями.
Фасад библиотеки украшает портик с коринфскими колоннами, а внутренние помещения поражают пышной отделкой и красивой подсветкой. В оформлении залов использованы различные сорта мрамора, в сочетании с коваными перилами лестниц и ограждений. Здание построено в стиле неоклассицизма в 1905—1910 годах, по проекту Соузы Агуяра.
После утраты городом Рио-де-Жанейро столичных функций, НББ осталась в Рио. На данный момент национальная библиотека Бразилии является крупнейшей в Латинской Америке и седьмой по величине в мире. Здание этого учреждения является памятником архитектуры.

## Руководители
- ?—1894 Рауль д’Авила Помпейя
- 1932—1945 Родолфу Гарсия
- 1945—1947 Рубенс Борба де Мораэс
- 1951—1956 Эуженио Гомес
- 1961—1971 Агиар Филью
- 2009—2011 Мунис Содре
- 2011—2013 Галено Аморим
- 2013—н. в. Ренато Лесса